# Ruimtetoerisme

SpaceShipOne, het eerste particulier ontwikkelde ruimtevaartuig dat de ruimte bereikte. Het heeft, anders dan gepland, nooit een ruimtetoerist vervoerd.

Ruimtetoerisme is toerisme "in de ruimte", "buiten de aardatmosfeer", al heeft die eigenlijk geen scherpe begrenzing.

## Historie
Van 2001 tot 2009 waren er zeven ruimtetoeristen die fikse bedragen (20 tot 35 miljoen dollar) betaalden om een ruimtevlucht te maken (zie onder). Zij maakten een vlucht naar het Internationaal ruimtestation ISS via het bedrijf Space Adventures, dat gelieerd is aan Roskosmos, het Russische overheidsbureau voor ruimtevaart.
Ruimtetoeristen waren na 2009 niet meer welkom op het ISS.
In juni 2019 stelde NASA het ISS echter weer open voor ruimtetoeristen. Een verblijf kost er zo’n 31.000 euro per etmaal exclusief de vlucht erheen. Die moet de toerist zelf boeken bij een door NASA goedgekeurd lanceerbedrijf. Ook moet de ruimtetoerist aan de standaard voor de lichamelijke conditie van NASA-astronauten voldoen en trainingen volgen. Bigelow Space Operations, een onderdeel van Bigelow Aerospace, heeft zich enkele dagen na die aankondiging opgeworpen als reisbureau en vier vluchten met een SpaceX Crew Dragon geboekt. Zo’n vlucht zou 52 miljoen dollar gaan kosten. Bigelow trok het contract later weer in en ging later failliet. Inmiddels zijn de bedrijven Axiom en Space Adventures in die markt gesprongen. Waar de scheidslijn tussen ruimtetoerisme en commerciële wetenschappelijke ruimtevaart ligt is niet altijd duidelijk. De vluchten van Axiom en Virgin Galactic worden in de media vaak als ruimtetoeristisch aangeduid maar de deelnemers voeren vaak ook wetenschappelijk werk uit tijdens hun vlucht.

## Ontwikkelingen

### Virgin Galactic
Het Britse bedrijf Virgin Galactic is van plan regelmatige vluchten tot buiten de atmosfeer (gedefinieerd als 100 km hoogte) aan te bieden voor een bedrag van rond de 200.000 dollar. Hiermee wordt ruimtetoerisme bereikbaarder voor anderen dan de extreem rijken. Op 27 juli 2009 toonde Richard Branson in Wisconsin het Moederschip Eve, dat in de toekomst met ruimteschepen met betalende passagiers suborbitale ruimtevluchten moet gaan uitvoeren. Uiteindelijk moet een dergelijk uitstapje rond de 10.000 dollar gaan kosten om echt grote markten aan te boren. Het ruimteschip SpaceShipTwo van Virgin Galactic (gebouwd door The SpaceShipCompany, een joint-venture van Virgin Galactic en Scaled Composites) heeft in 2018 en 2019 enkele testvluchten gemaakt. Op 11 juli 2021 was er een geslaagde testvlucht, met het rakettoestel bestuurd door twee piloten, en met Branson en drie van zijn naaste medewerkers als passagiers. Vertrokken werd van Spaceport America. De bereikte hoogte was 90 km.

### Blue Origin
Ook Blue Origins New Shepard is voor dit doel ontwikkeld. De eerste vlucht met een ruimtetoerist (Blue Origin NS-16) was op 20 juli 2021. Bezos ging op deze vlucht zelf mee, en ook zijn broer. Verder de 82-jarige Wally Funk, die in de jaren 60, de begintijd van de bemande ruimtevaart met in de VS het Mercury-programma, waarin alleen mannen astronaut konden worden, het jongste lid was van het Mercury 13 team, een groep van 13 vrouwen die succesvol tests hadden ondergaan en werden getraind, zodat daar eventueel toch een eerste vrouwelijke Amerikaanse ruimtevaarder uit zou kunnen worden gekozen, maar dit ging niet door. Aan boord was ook de betalende 18-jarige Nederlander Oliver Daemen. De laatste twee zijn degenen die op de oudste, respectievelijk jongste leeftijd ooit, in de ruimte zijn geweest. De lancering was vanaf Corn Ranch, Texas. De bereikte hoogte was ruim 100 km. De vader van Daemen had tijdens een veiling geboden op deze tocht. Toen de hoogstbiedende die 28 miljoen dollar bood besloot om niet deel te nemen nam Daemen zijn plaats in. Het is niet bekend hoeveel er voor hem geboden werd. 
Blue Origin heeft een orbitale draagraket-ruimteschip combinatie genaamd New Glenn in ontwikkeling die ook voor ruimtetoerisme ingezet zou kunnen worden. Evenals een maanraket genaamd New Armstrong.
Op 13 oktober 2021 maakte de acteur William Shatner, bekend als Captain Kirk in de tv-serie Star Trek, een ruimtereis met Blue Origin.

### SpaceX
Er staat een vlucht om de Maan (vrije-terugkeertraject) gepland met (nu nog in ontwikkeling zijnde) Starship. De Japanner Yusaku Maezawa (CEO van ZOZO) is met SpaceX overeengekomen om op deze vlucht (tegen betaling van een niet nader bekendgemaakt bedrag) mee te gaan en acht inmiddels door hem geselecteerde topartiesten mee te nemen, in het kader van een kunstproject genaamd dearMoon. De bedoeling is dat de vlucht deze artiesten zal inspireren tot het maken van bijzondere nieuwe kunstwerken. Verder gaan er een of meer personeelsleden van SpaceX mee, als piloot/astronaut.
Een tweede toeristische Starshipvlucht langs de Maan met aan boord onder meer Dennis Tito werd in 2022 geboekt.
In september 2021 heeft SpaceX met Inspiration4 vier ruimtetoeristen voor de duur van drie dagen in een baan om de aarde gebracht. Dit was de eerste ruimtevlucht met alleen mensen aan boord die geen beroepsastronaut zijn.
Er worden ook door Axiom Space Crew Dragon-vluchten naar het ISS geboekt voor drie passagiers en een reisleider. Of deze passagiers als ruimtetoerist of commercieel-ruimtevaarder worden aangemerkt hangt af van hun missieprofiel, de gehanteerde definitie en de genomen striktheid daarvan. Axiom bouwt met steun van NASA vijf commerciële modules voor het ISS die later als zelfstandig commercieel ruimtestation kunnen doorgaan.

### Sojoez
In oktober 2021 gingen een Russische actrice en een filmproducent aan boord van Sojoez MS-19 mee naar het ISS om daar een film op te nemen. Zij reisden terug met Sojoez MS-18.
Ook gingen er in december 2021 twee ruimtetoeristen aan boord van Sojoez MS-20 naar het ISS: Yusaku Maezawa en zijn productieassistent Yozo Hirano deden dit samen als voorbereiding van het project dearMoon. Die vlucht duurde 12 dagen en was geboekt via ruimtereisbureau Space Adventures. Voor 2023 heeft Space Adventures een ruimtetoeristische Sojoezvlucht naar het ISS met een ruimtewandeling geboekt.

## Kritiek
Ruimtetoerisme wordt bekritiseerd vanuit de milieubeweging. Het hoge energieverbruik en de uitstoot van broeikasgassen zouden, bij een grote toename van het ruimtetoerisme, een versterking van het broeikaseffect en een enorme aanslag op het milieu betekenen. In tegenstelling tot de reguliere ruimtevaart, staat er (meestal) geen wetenschappelijk nut tegenover. Raketten die op waterstof werken (zoals de New Shepard) hebben echter nauwelijks vervuilende uitstoot. Wel moet daarbij de CO2-uitstoot van de waterstofproductie meegenomen worden.
Er was ook kritiek van oud-astronaut John Glenn die vond dat ruimtetoerisme ruimtevaart op een "goedkope" wijze commercialiseerde. Ironisch gezien kreeg Glenn zelf kritiek in 1998 toen hij, na zijn pensioen bij NASA en inmiddels senator geworden, een vlucht maakte met de Space Shuttle, die werd gezien als een snoepreisje voor een belangrijke senator en een pr-stunt voor NASA. Er kan dus beargumenteerd worden dat Glenn toen zelf een ruimtetoerist was.

## Lijst van ruimtetoerismevluchten
| Vlucht heen (toestel)                      | Vlucht terug (toestel)                     | Tijdsduur  | Missie       | Toerist(en)                                                                                                  | Destinatie                            | Betaald bedrag     | Tourbedrijf      | Referenties                        |
| ------------------------------------------ | ------------------------------------------ | ---------- | ------------ | --- | ------------------------------------- | ------------------ | ---------------- | ---------------------------------- |
| 28 april 2001 (Sojoez TM-32)               | 6 mei 2001 (Sojoez TM-31)                  | 8 dagen    | ISS EP-1     | Dennis Tito                                                                                                  | Internationale ruimtestation (ISS)    | US$ 20 miljoen     | Space Adventures | [ 13 ]                             |
| 25 april 2002 (Sojoez TM-34)               | 5 mei 2002 (Sojoez TM-33)                  | 10 dagen   | ISS EP-2     | Mark Shuttleworth                                                                                            | Internationale ruimtestation (ISS)    | US$ 20 miljoen     | Space Adventures |                                    |
| 1 oktober 2005 (Sojoez TMA-7)              | 10 oktober 2005 (Sojoez TMA-6)             | 10 dagen   | ISS EP-3     | Gregory Olsen                                                                                                | Internationale ruimtestation (ISS)    | US$ 20 miljoen     | Space Adventures |                                    |
| 20 september 2006 (Sojoez TMA-9)           | 29 september 2006 (Sojoez TMA-8)           | 10 dagen   | ISS EP-4     | Anousheh Ansari                                                                                              | Internationale ruimtestation (ISS)    | US$ 20 miljoen     | Space Adventures |                                    |
| 7 april 2007 (Sojoez TMA-10)               | 21 april 2007 (Sojoez TMA-9)               | 10 dagen   | ISS EP-12    | Charles Simonyi                                                                                              | Internationale ruimtestation (ISS)    | US$ 25 miljoen     | Space Adventures |                                    |
| 12 oktober 2008 (Sojoez TMA-13)            | 24 oktober 2008 (Sojoez TMA-12)            | 13 dagen   | ISS EP-13    | Richard Garriott                                                                                             | Internationale ruimtestation (ISS)    | US$ 30 miljoen     | Space Adventures | [ 14 ]                             |
| 26 maart 2009 (Sojoez TMA-14)              | 8 april 2009 (Sojoez TMA-13)               | 14 dagen   | ISS EP-14    | Charles Simonyi                                                                                              | Internationale ruimtestation (ISS)    | US$ 35 miljoen     | Space Adventures |                                    |
| 30 september 2009 (Sojoez TMA-16)          | 11 oktober 2009 (Sojoez TMA-14)            | 12 dagen   | ISS EP-15    | Guy Laliberté                                                                                                | Internationale ruimtestation (ISS)    | US$ 35 miljoen     | Space Adventures | [ 15 ]                             |
| 20 juli 2021 (RSS First Step)              | 20 juli 2021 (RSS First Step)              | 10 minuten | NS-16        | - Jeff Bezos - Mark Bezos - Oliver Daemen - Wally Funk                                                       | Suborbitale ruimtevlucht (Kármánlijn) |                    | Blue Origin      | [ 16 ] [ 17 ]                      |
| 16 september 2021 (Crew Dragon Resilience) | 19 september 2021 (Crew Dragon Resilience) | 3 dagen    | Inspiration4 | - Jared Isaacman - Sian Proctor - Hayley Arceneaux - Christopher Sembroski                                   | Low Earth Orbit                       |                    | SpaceX           | [ 18 ]                             |
| 13 oktober 2021 (RSS First Step)           | 13 oktober 2021 (RSS First Step)           | 10 minuten | NS-18        | - William Shatner - Chris Boshuizen - Audrey Powers - Glen de Vries                                          | Suborbitale ruimtevlucht (Kármánlijn) |                    | Blue Origin      | [ 19 ]                             |
| 8 december 2021 (Sojoez MS-20)             | 20 december 2021 (Sojoez MS-20)            | 12 dagen   | ISS EP-20    | - Yusaku Maezawa - Yozo Hirano                                                                               | Internationale ruimtestation (ISS)    |                    | Space Adventures | [ 20 ] [ 21 ]                      |
| 11 december 2021 (RSS First Step)          | 11 december 2021 (RSS First Step)          | 10 minuten | NS-19        | - Lane Bess - Cameron Bess - Evan Dick - Laura Shepard Churchley - Michael Strahan - Dylan Taylor            | Suborbitale ruimtevlucht (Kármánlijn) |                    | Blue Origin      | [ 22 ]                             |
| 31 maart 2022 (RSS First Step)             | 31 maart 2022 (RSS First Step)             | 10 minuten | NS-20        | - Marty Allen - Sharon Hagle - Marc Hagle - Jim Kitchen - George Nield - Gary Lai                            | Suborbitale ruimtevlucht (Kármánlijn) |                    | Blue Origin      | [ 23 ]                             |
| 8 april 2022 (Crew Dragon Endeavour)       | 25 april 2022 (Crew Dragon Endeavour)      | 17 dagen   | Ax-1         | - Eytan Stibbe - Larry Connor - Mark Pathy                                                                   | Internationale ruimtestation (ISS)    | US$ 55 miljoen elk | Axiom Space      | [ 24 ] [ 25 ] [ 18 ] [ 26 ] [ 27 ] |
| 4 juni 2022 (RSS First Step)               | 4 juni 2022 (RSS First Step)               | 10 minuten | NS-21        | - Evan Dick - Katya Echazarreta - Hamish Harding - Victor Correa Hespanha - Jaison Robinson - Victor Vescovo | Suborbitale ruimtevlucht (Kármánlijn) |                    | Blue Origin      | [ 28 ]                             |
| 4 augustus 2022 (RSS First Step)           | 4 augustus 2022 (RSS First Step)           | 10 minuten | NS-22        | - Coby Cotton - Mário Ferreira - Vanessa O'Brien - Clint Kelly III - Sara Sabry - Steve Young                | Suborbitale ruimtevlucht (Kármánlijn) |                    | Blue Origin      | [ 29 ]                             |
| 21 mei 2023 (Crew Dragon Freedom)          | 31 mei 2023 (Crew Dragon Freedom)          | 10 dagen   | Ax-2         | - John Shoffner                                                                                              | Internationale ruimtestation (ISS)    |                    | Axiom Space      | [ 30 ]                             |
| 10 augustus 2023 (VSS Unity)               | 10 augustus 2023 (VSS Unity)               | 15 minuten | Galactic 02  | - Jon Goodwin - Keisha Schahaff - Anastatia Meiers                                                           | Suborbitale ruimtevlucht (~90 km)     |                    | Virgin Galactic  |                                    |
| 8 september 2023 (VSS Unity)               | 8 september 2023 (VSS Unity)               | 15 minuten | Galactic 03  | - Timothy Nash - Adrian Reynard - Ken Baxter                                                                 | Suborbitale ruimtevlucht (~90 km)     |                    | Virgin Galactic  |                                    |
| 6 oktober 2023 (VSS Unity)                 | 6 oktober 2023 (VSS Unity)                 | 15 minuten | Galactic 04  | - Namira Salim - Trevor Beattie - Ron Rosano                                                                 | Suborbitale ruimtevlucht (~90 km)     |                    | Virgin Galactic  |                                    |

## Galerij

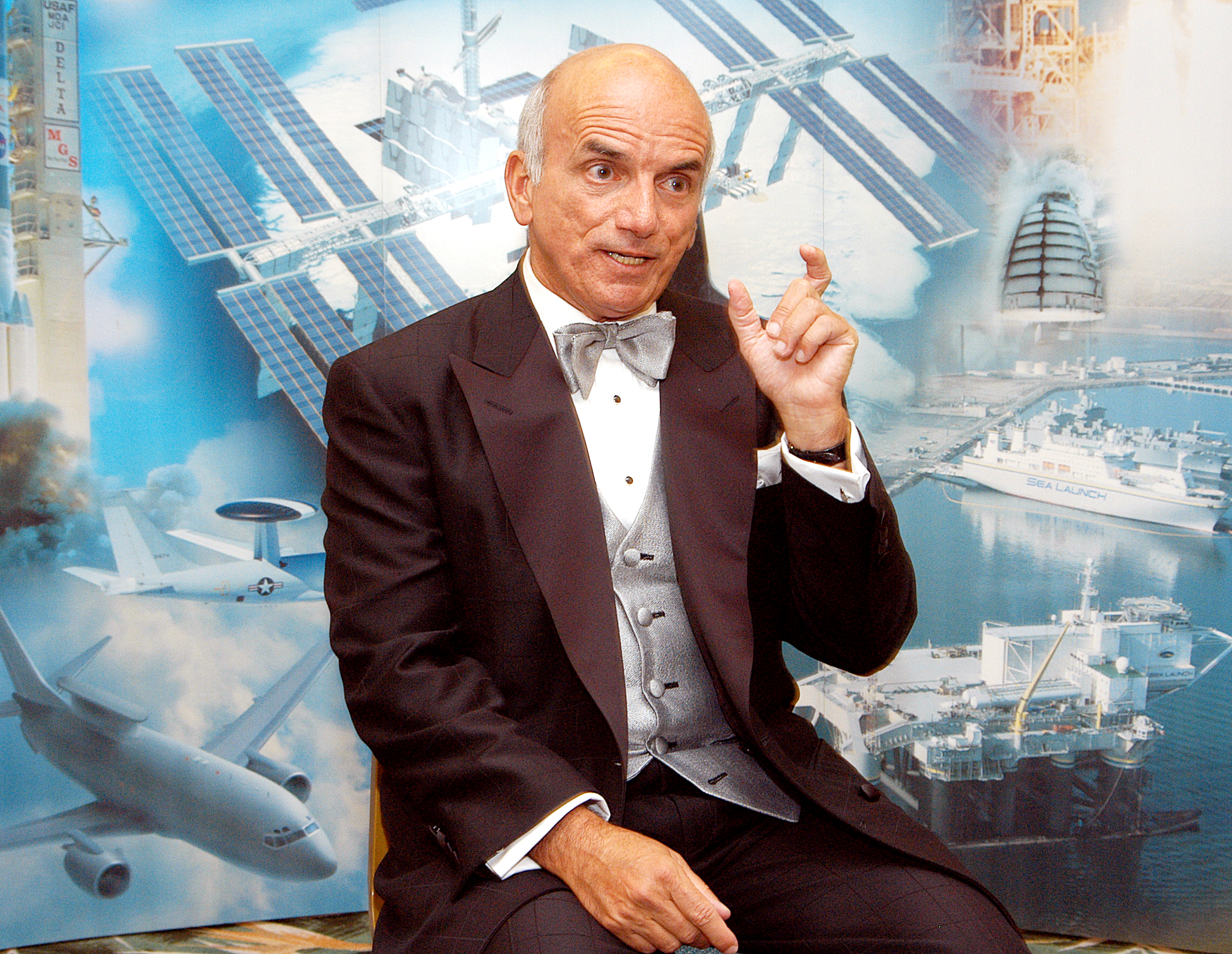
Dennis Tito, de eerste ruimtetoerist
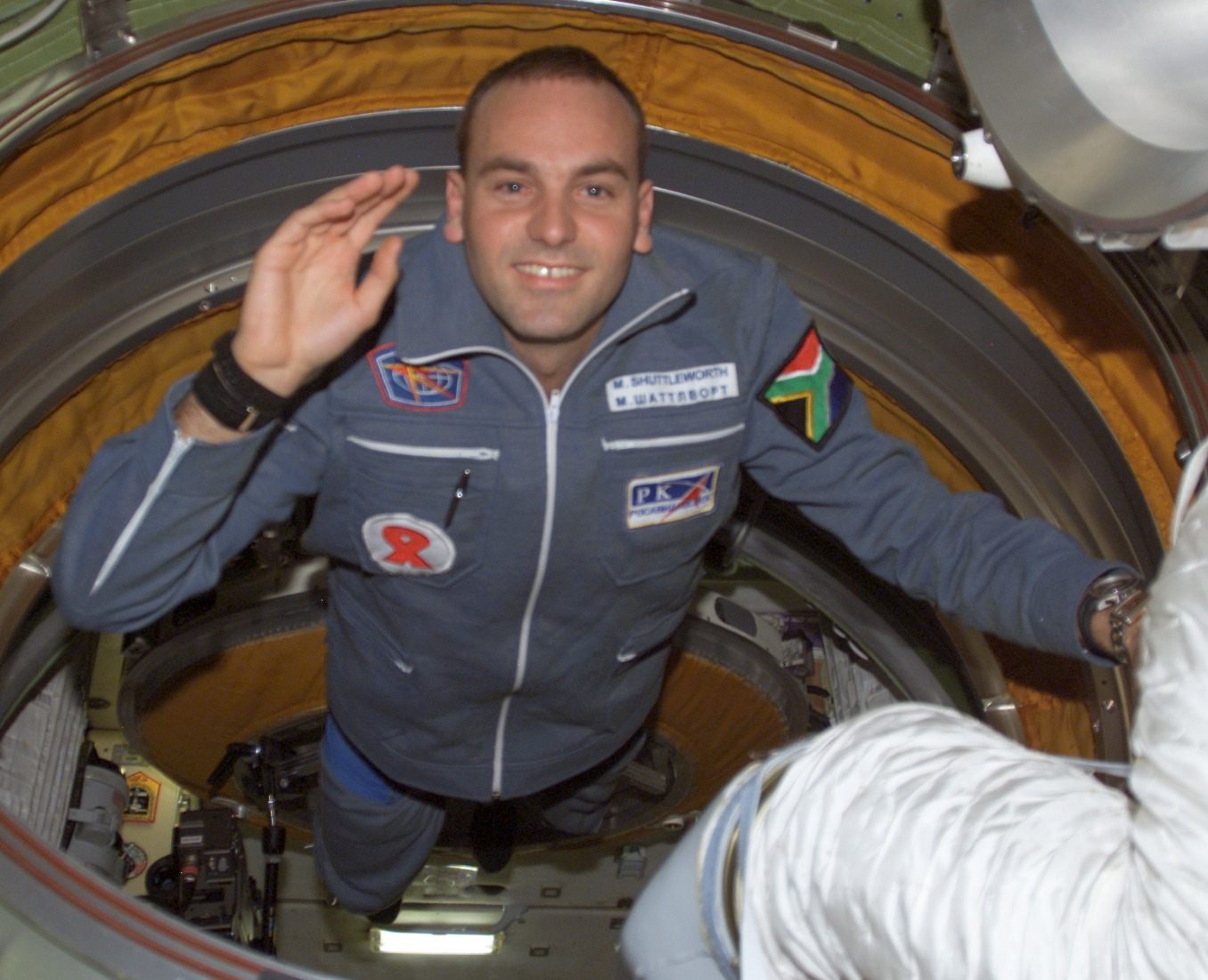
Mark Shuttleworth, de tweede ruimtetoerist
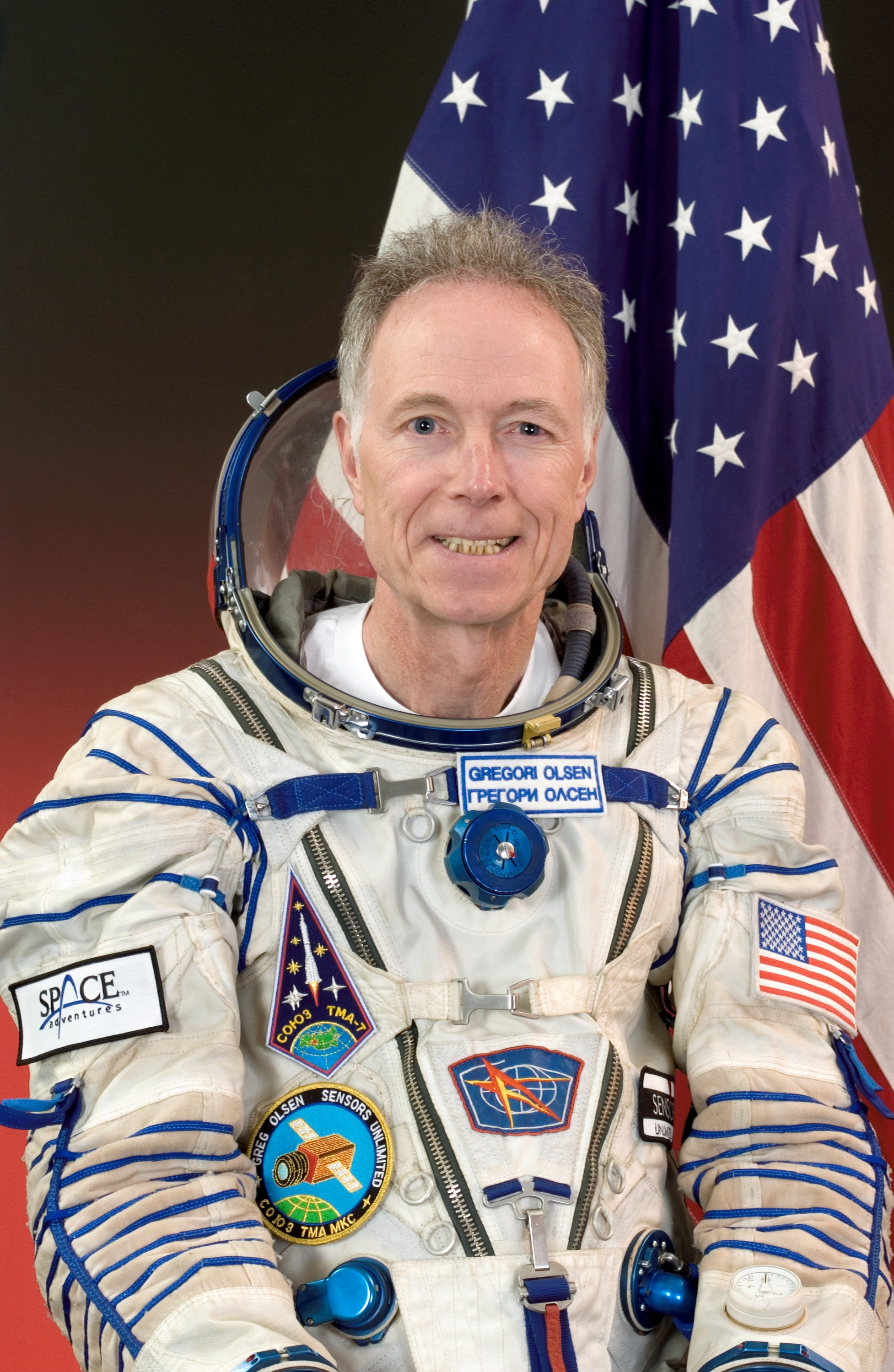
Gregory Olsen, de derde ruimtetoerist
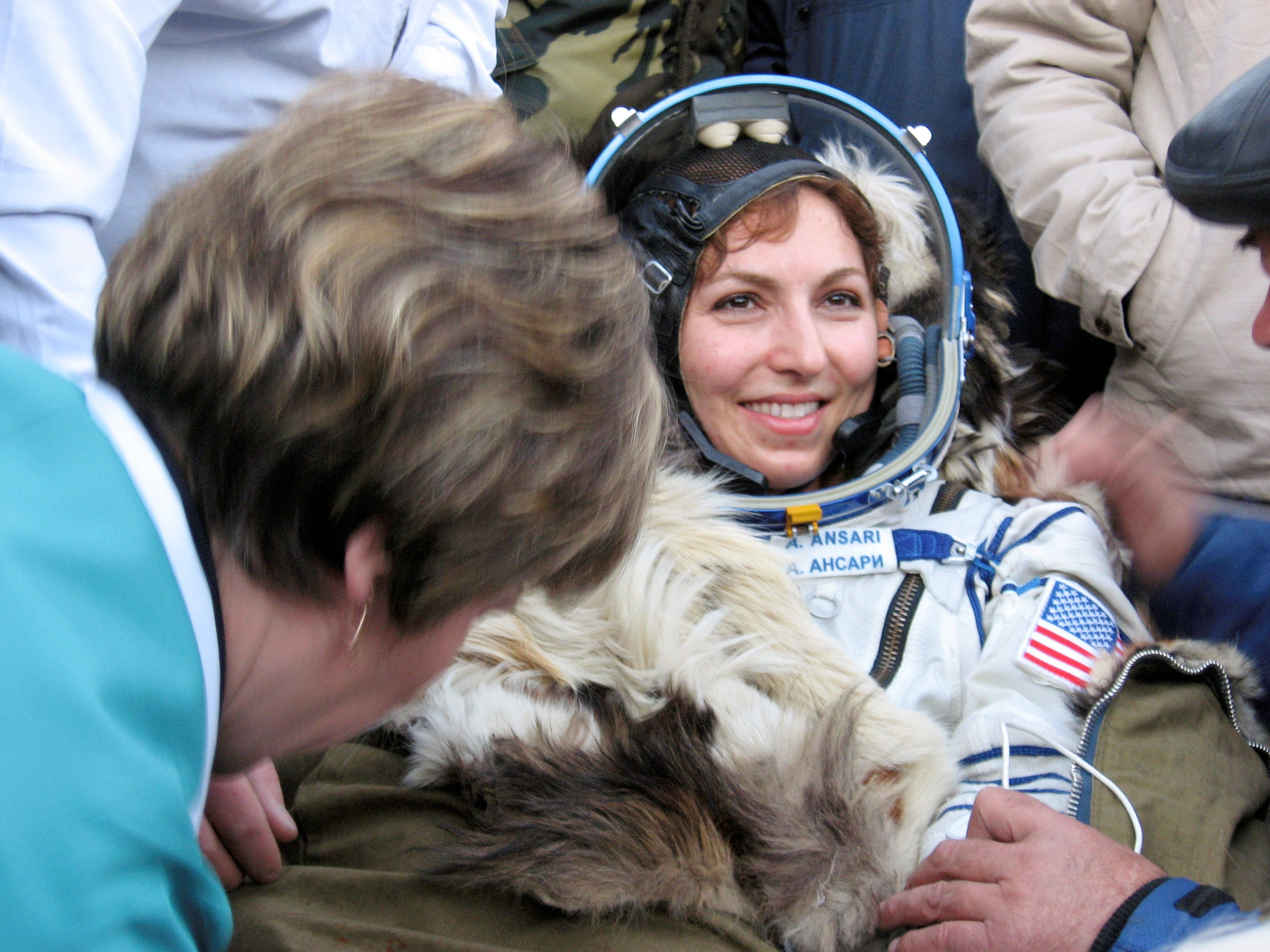
Anousheh Ansari, de vierde en eerste vrouwelijke ruimtetoerist
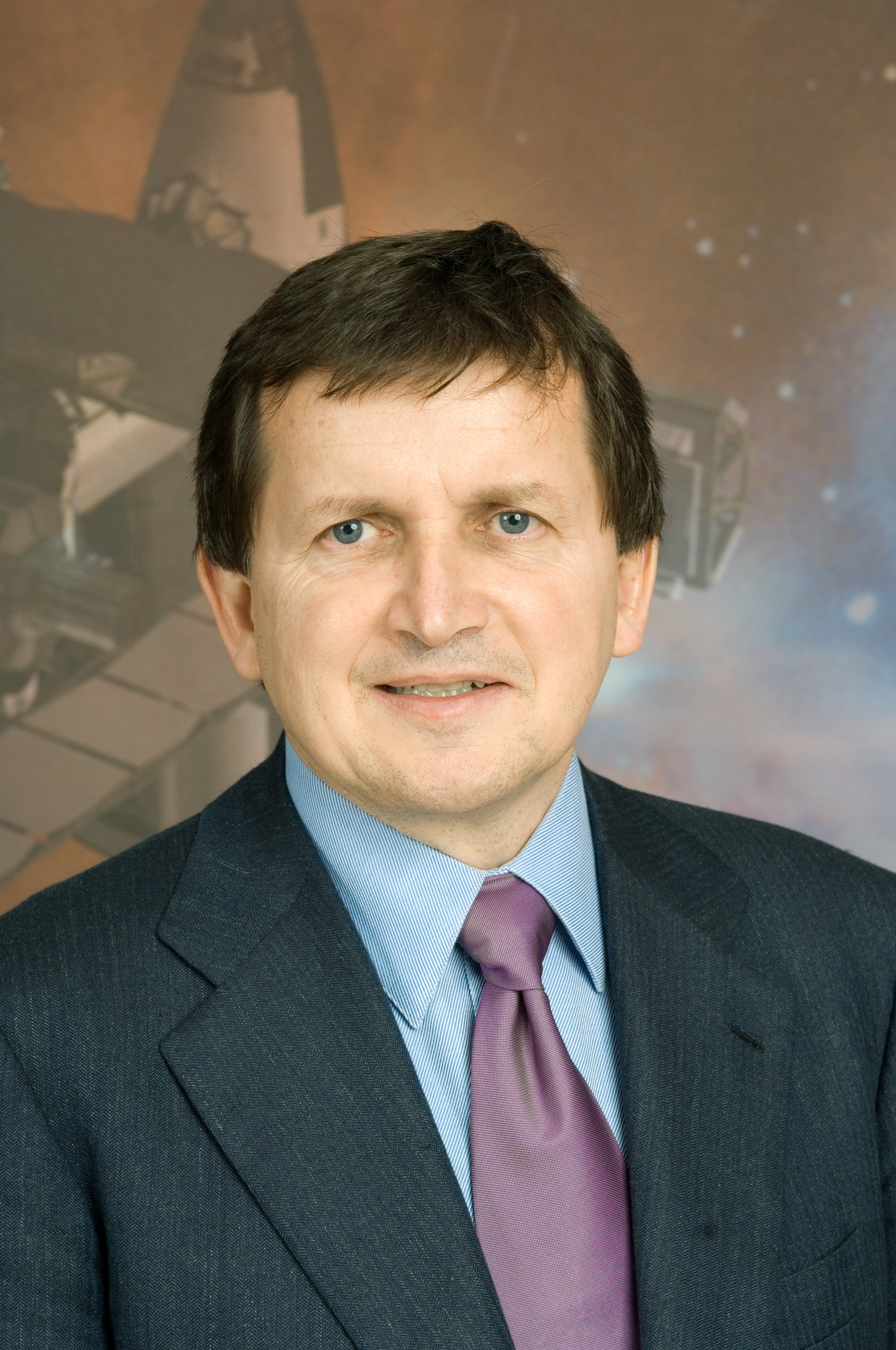
Charles Simonyi, de vijfde ruimtetoerist en de enige die twee keer naar het ISS reisde
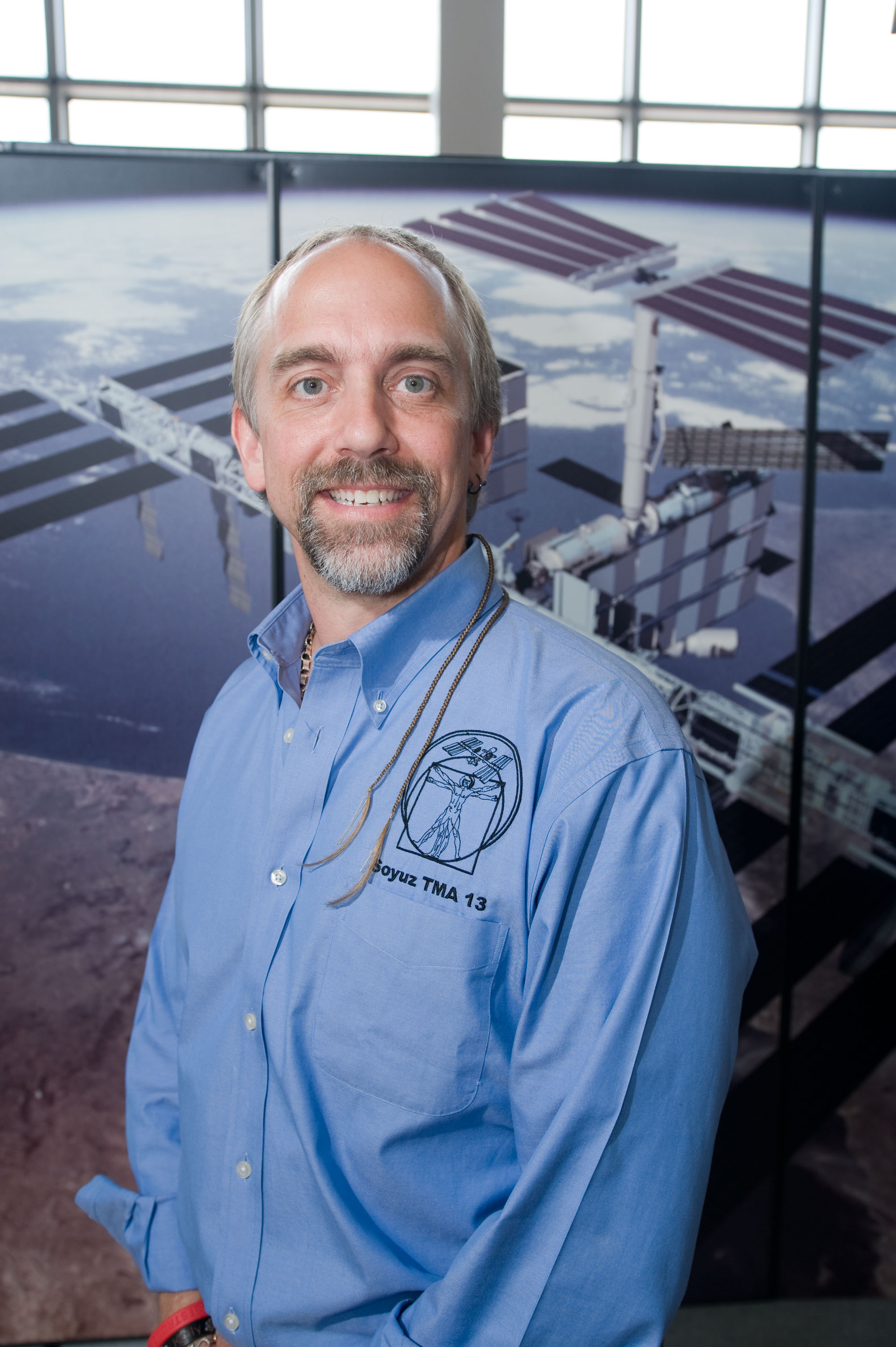
Richard Garriott, de zesde ruimtetoerist
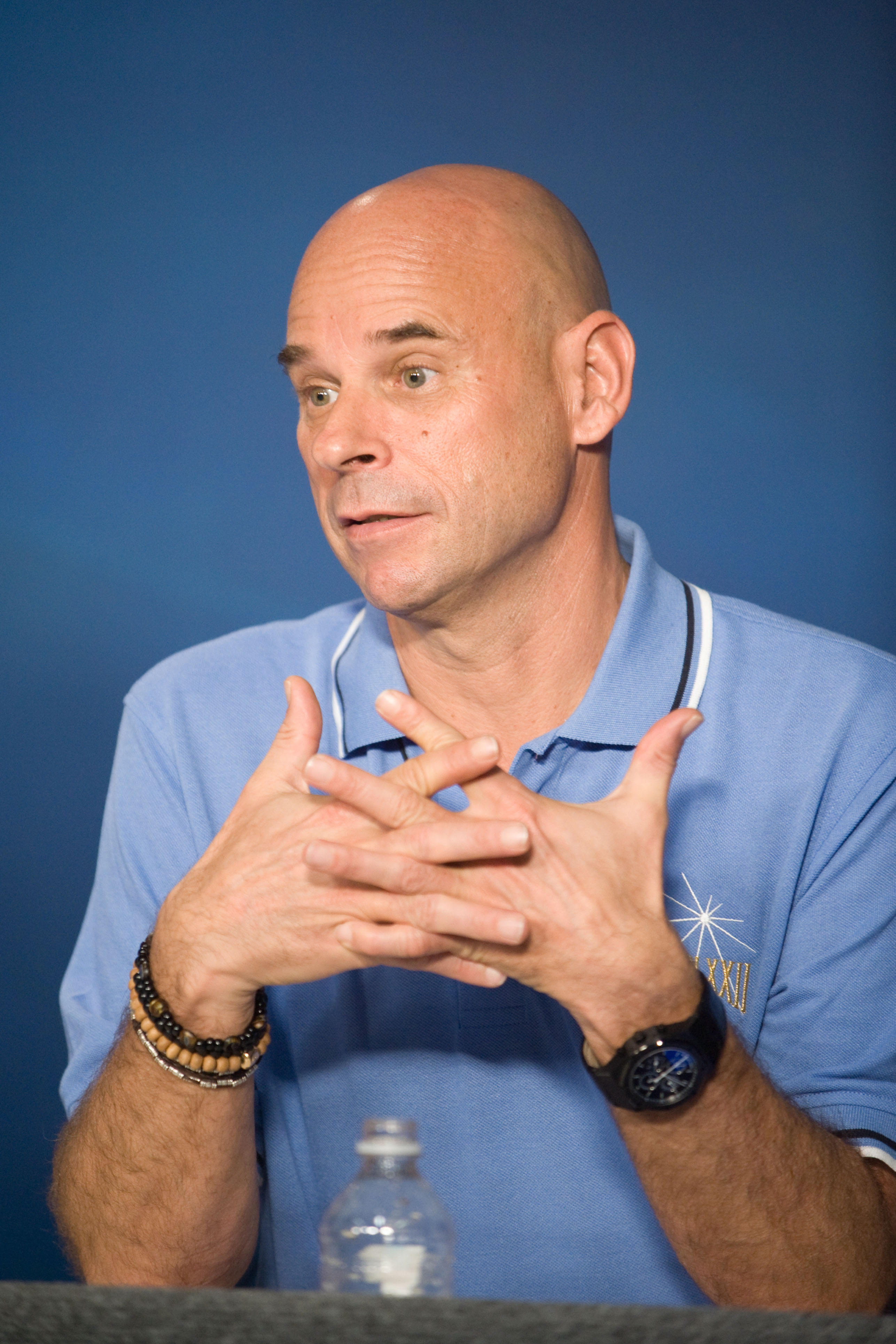
Guy Laliberté, de zevende ruimtetoerist
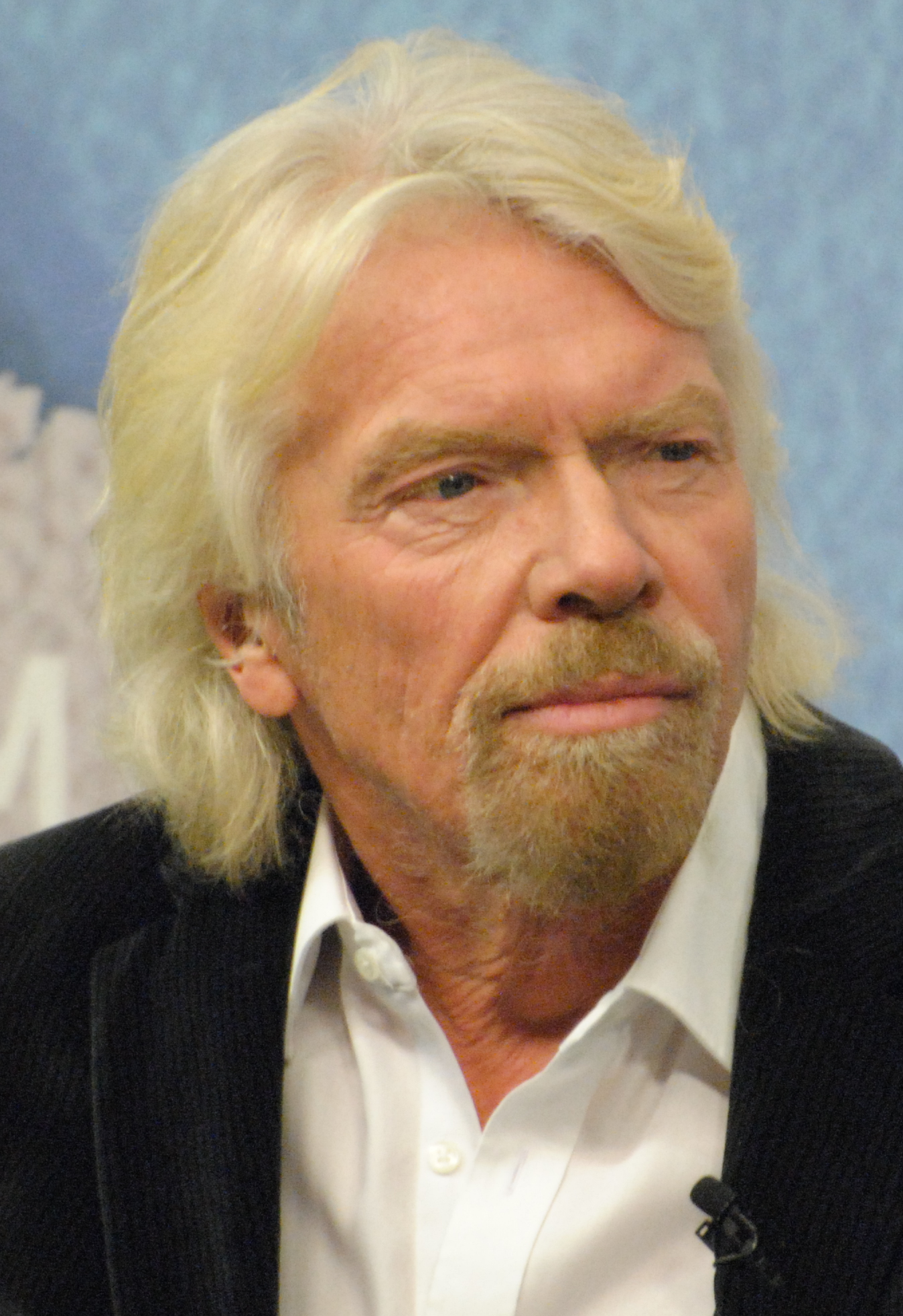
Richard Branson van Virgin Galactic
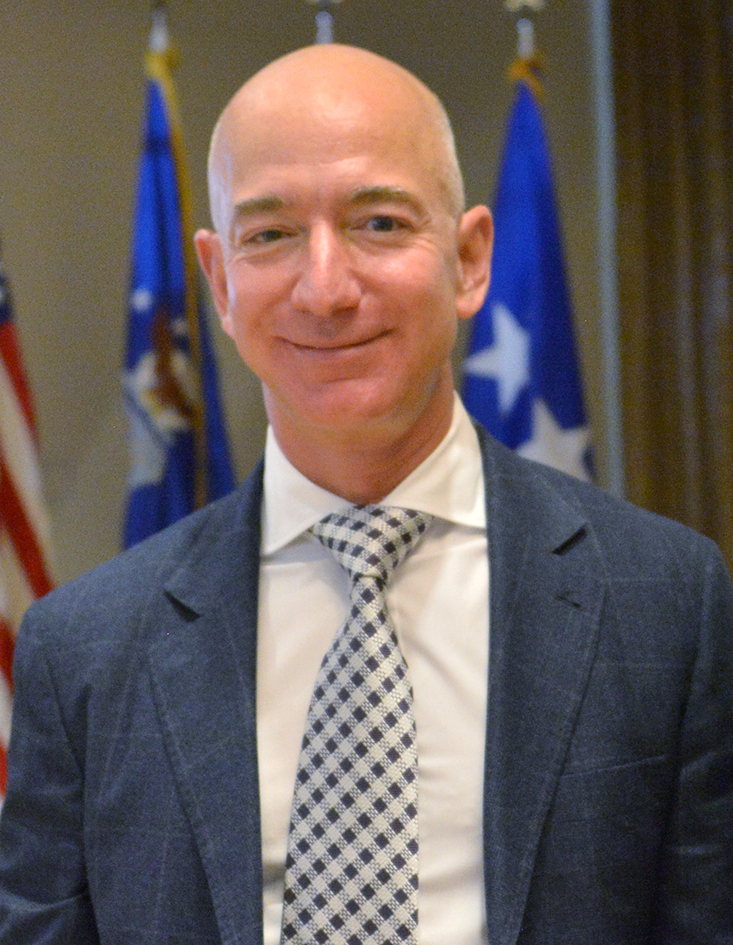
Jeff Bezos van Blue Origin
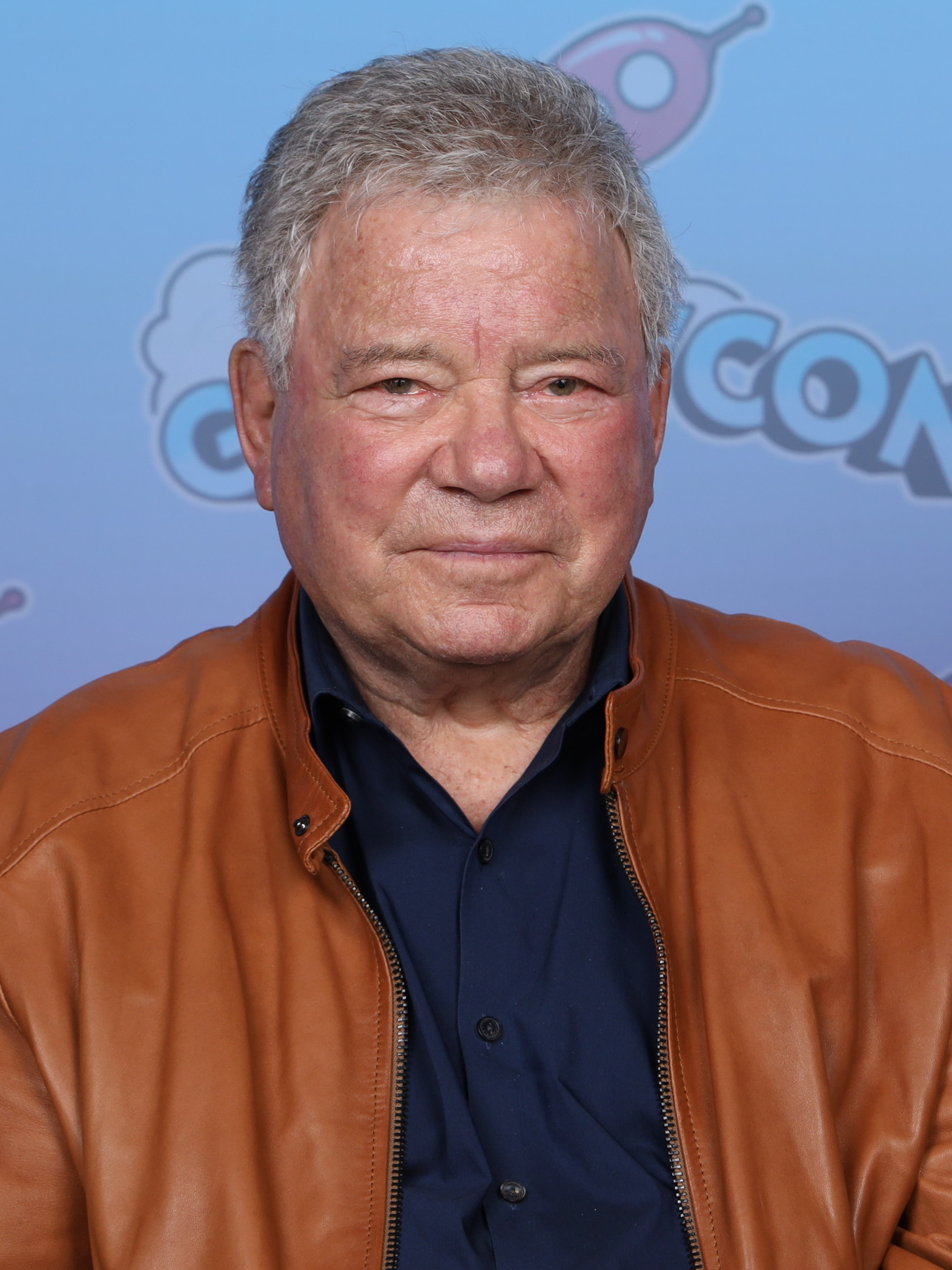
William Shatner was ruimtetoerist in 2021